# Alexander Burnes
Alexander Burnes (16. května 1805, Montrose, Angus, Skotsko – 2. listopadu 1841, Kábul, Afghánistán) byl britský cestovatel a dobrodruh. V mládí se dostal v službách Britské Východoindické společnosti do Indie, kde se začal učit hindustánštinu a perštinu. Účastnil se první anglo-afghánské války, o svých cestách po Indii a střední Asii vydal několik publikací.

## Dílo
- Travels into Bokhara. Being an account of a Journey from India to Cabool, Tartary and Persia. Also, narrative of a Voyage on the Indus from the Sea to Lahore (London: John Murray) 1834 3 Vols.
- "On the Commerce of Shikarpur and Upper Scinde" Transactions of the Bombay Geographical Society Vol. II 1836-8 (Bombay: American Mission Press) Reprinted 1844 pp315-9
- Cabool. Being a Personal Narrative of a Journey to, and Residence in that City in the years 1836, 7, and 8 (London: John Murray) 1842 (Posthumous)